# آرثر سكوت
آرثر سكوت (بالإنجليزية: Arthur Valentine Scott)‏ هو مجدف أسترالي، ولد في 13 فبراير 1887 في Dry Creek, South Australia ‏ في أستراليا، وتوفي في 26 يوليو 1966 في جسر موراي في أستراليا.

## وصلات خارجية
- آرثر سكوت على موقع الاتحاد الدولي للتجديف (الإنجليزية)
- آرثر سكوت على موقع أوليمبيديا (الإنجليزية)
- آرثر سكوت على موقع اللجنة الأولمبية الأسترالية (الإنجليزية)